# Menhir de Pasquiou
Le menhir de Pasquiou est situé au Vieux-Bourg dans les Côtes-d'Armor, en France.

## Protection
Il a été classé au titre des monuments historiques en 1965.

## Description
Le menhir mesure 3,75 m de hauteur, de section trapézoïdale (1,10 m, 0,90 m, 0,70 m, 0,95 m de largeur selon les côtés).
Le dolmen de Pasquiou est situé environ 400 m au sud.